# Association de juges et magistrats Francisco de Vitoria
L’Association de juges et magistrats Francisco de Vitoria (en espagnol : Asociación de Jueces y Magistrados Francisco de Vitoria, AJFV) est l'une des cinq associations professionnelles de magistrats en Espagne. Elle a été fondée en 1984.